# Aeroportul Dandong Langtou
Aeroportul Dandong Langtou (IATA: DDG, ICAO: ZYDD) este un aeroport din Dandong, Liaoning, Republica Populară Chineză ce deservește zona Dandong. Aeroportul a fost tranzitat în 2022 de 68.846 de pasageri. A fost numit după zona deservită.
Situat la o altitudine de 9 m, aeroportul dispune de o singură pistă. Este operat de Civil Aviation Administration of China⁠(d).